# Antonio Karmona Herrera
Antonio Karmona Herrera (Bermeo, 24 de març de 1968) és un exfutbolista basc, que ocupava la posició de defensa.
Va començar a despuntar al Sestao SC a principis de la dècada dels 90. Amb els verd-i-negres juga tres anys a Segona fins al descens el 1993. Tornaria a la categoria d'argent la temporada 95/96, ara amb la SD Eibar, i tan sols un any després, recala al Deportivo Alavés.
Amb els vitorians puja a primera divisió el 1998. Començava l'època més important del club basc, aconseguint fites com un sisè lloc a la Lliga o ser finalista a la Copa de la UEFA del 2001. En aquella final, perduda contra el Liverpool, Karmona va ser expulsat. El defensa bermeotarra va ser el capità de l'equip en aquests anys.
El 2003, després del descens de l'Alavés, Karmona fitxa pel SD Eibar, on milita dues temporades abans de retirar-se. Entre Primera i Segona Divisió, el defensa ha jugat més de 400 partits.
Posteriorment, ha format part del cos tècnic de l'Athletic Club.

## Selecció basca
Karmona ha estat internacional amb la selecció de futbol del País Basc.